# Hồng Hải (phường)
Hồng Hải là một phường thuộc thành phố Hạ Long, tỉnh Quảng Ninh, Việt Nam.
Phường Hồng Hải có diện tích 2,77 km², dân số năm 1999 là 12,359 người,.